# Tim Healy
Timothy Michael Healy, znany jako Tim Healy (ur. 17 maja 1855 w Bantry, zm. 26 marca 1931 w Chapelizod) – irlandzki polityk nacjonalistyczny, dziennikarz, pisarz, barrister (adwokat). Pierwszy gubernator Wolnego Państwa Irlandzkiego od 1922 do 1927.

## Prace
- Why is there an Irish Question and an Irish Land League? (1881)
- Why Ireland is not Free, a study of twenty years in Politics (1898)
- The Great Fraud of Ulster (1917)
- Stolen Waters (1923)
- The Planter’s Progress (1923)
- Letters and Leaders of My Day memoirs, 2 vols. (1928)